# 伊什梅爾·蓮恩
伊什梅爾·約萬特·蓮恩（1997年1月20日—）為美國男子籃球運動員，現效力於NBA G聯盟印第安纳疯蚁。
蓮恩來自美國路易斯安那州艾伦港，就讀西北州立大學四年來拿下1467分、摘下842個籃板以及搧出169個阻攻牙。
2019年8月5日，名古屋鑽石海豚宣布蓮恩加盟球隊。2020年1月29日，蓮恩轉戰東京地球之友。6月29日，東京地球之友宣布與蓮恩完成續約。2021年來到墨西哥效力哈拉帕獵鷹。2022年1月5日，超級籃球聯賽臺灣銀行宣布蓮恩加盟事宜。2023年1月5日，東京地球之友宣布蓮恩加入團隊。8月9日，韓國籃球聯賽首爾三星雷霆宣布蓮恩加盟事宜。

## 外部連結
- 伊什梅爾·蓮恩在fiba.basketball（英语）
- 伊什梅爾·蓮恩在韓國籃球聯賽（英语）
- 伊什梅爾·蓮恩在Basketball-Reference.com（NBA G聯盟）（英语）
- 伊什梅爾·蓮恩在Sports-Reference.com（NCAA）（英语）
- 伊什梅爾·蓮恩在Eurobasket.com（球員）（英语）
- 伊什梅爾·蓮恩在RealGM（英语）
- 伊什梅爾·蓮恩在Proballers（英语）